# Gran Bretagna ai Giochi della I Olimpiade
Il Regno Unito (con il nome di Gran Bretagna) partecipò ai Giochi della I Olimpiade che si sono svolti dal 6 al 15 aprile 1896 ad Atene. Il Regno Unito di Gran Bretagna e Irlanda ha, storicamente, mantenuto separati gli sportivi dei paesi che costituiscono questa entità. Tuttavia, la maggiore eccezione a questa regola sono proprio i giochi olimpici, nei quali il paese è considerato come una singola entità.
Le medaglie conquistate da John Pius Boland e George Stuart Robertson nel doppio di tennis sono attribuite alla squadra mista invece che alla compagine inglese.

## Medaglie
| Medaglia | Atleta            | Sport             | Specialità                |
| -------- | ----------------- | ----------------- | ------------------------- |
| Oro      | John Pius Boland  | Tennis            | Singolare                 |
| Oro      | Launceston Elliot | Sollevamento pesi | Sollevamento con una mano |
| Argento  | Grantley Goulding | Atletica leggera  | 110 metri ostacoli        |
| Argento  | Frederick Keeping | Ciclismo          | 12 ore su pista           |
| Argento  | Launceston Elliot | Sollevamento pesi | Sollevamento con due mani |
| Bronzo   | Edward Battel     | Ciclismo          | Corsa in linea            |
| Bronzo   | Charles Gmelin    | Atletica leggera  | 400 metri piani           |

## Risultati

### Atletica leggera
| Atleta                  | Evento             | Finale      | Finale      |
| Atleta                  | Evento             | Risultato   | Classifica  |
| ----------------------- | ------------------ | ----------- | ----------- |
| Launceston Elliot       | 100 metri piani    | Sconosciuto | Sconosciuto |
| Charles Gmelin          | 100 metri piani    | Sconosciuto | Sconosciuto |
| George Marshall         | 100 metri piani    | Sconosciuto | Sconosciuto |
| Grantley Goulding       | 110 metri ostacoli | 17"6        |             |
| Charles Gmelin          | 400 metri piani    | 4'37"0      |             |
| George Marshall         | 800 metri          | 2'16"6      | Sconosciuto |
| George Stuart Robertson | Lancio del disco   | 20,25m      | 4°          |

### Ciclismo
| Atleta            | Evento                 | Finale      | Finale      |
| Atleta            | Evento                 | Risultato   | Classifica  |
| ----------------- | ---------------------- | ----------- | ----------- |
| Edward Battel     | Corsa in linea         | Sconosciuto |             |
| Frederick Keeping | 12 ore su pista        | 314,664 km  |             |
| Edward Battel     | 100 kilometri su pista | Sconosciuto | Sconosciuto |
| Edward Battel     | Cronometro su pista    | 26"2        | 4°          |
| Frederick Keeping | Cronometro su pista    | 27"0        | 5°          |

### Ginnastica
| Atleta            | Evento | Finale      | Finale     |
| Atleta            | Evento | Tempo       | Classifica |
| ----------------- | ------ | ----------- | ---------- |
| Launceston Elliot | Fune   | Sconosciuto | 5°         |

### Lotta
| Atleta            | Evento             | Finale      | Finale     |
| Atleta            | Evento             | Punteggio   | Classifica |
| ----------------- | ------------------ | ----------- | ---------- |
| Launceston Elliot | Lotta greco-romana | Sconosciuto | 4°         |

### Sollevamento pesi
| Atleta            | Evento                    | Finale    | Finale     |
| Atleta            | Evento                    | Punteggio | Classifica |
| ----------------- | ------------------------- | --------- | ---------- |
| Launceston Elliot | Sollevamento con una mano | 71,0 kg   |            |
| Launceston Elliot | Sollevamento con una mano | 111,5 kg  |            |

### Tennis
| Atleta                  | Evento    | Finale    | Finale     |
| Atleta                  | Evento    | Punteggio | Classifica |
| ----------------------- | --------- | --------- | ---------- |
| John Pius Boland        | Singolare | ---       |            |
| George Stuart Robertson | Singolare | ---       | 1º Turno   |

### Tiro a segno
| Atleta        | Evento              | Finale      | Finale      |
| Atleta        | Evento              | Punteggio   | Classifica  |
| ------------- | ------------------- | ----------- | ----------- |
| Sidney Merlin | Rivoltella libera   | Sconosciuto | 4°          |
| Sidney Merlin | Rivoltella militare | Sconosciuto | Sconosciuto |
| Sidney Merlin | Carabina libera     | Sconosciuto | 6°-18°      |
| Sidney Merlin | Carabina militare   | 1.156       | 10°         |
| Machonet      | Carabina militare   | Sconosciuto | Sconosciuto |